# Dasysphaera alternifolia
Dasysphaera alternifolia är en amarantväxtart som beskrevs av Emilio Chiovenda. Dasysphaera alternifolia ingår i släktet Dasysphaera, och familjen amarantväxter. Inga underarter finns listade i Catalogue of Life.